# Threnosia agraphes
Threnosia agraphes är en fjärilsart som beskrevs av Turner 1940. Threnosia agraphes ingår i släktet Threnosia och familjen björnspinnare. Inga underarter finns listade i Catalogue of Life.